# Fixisme

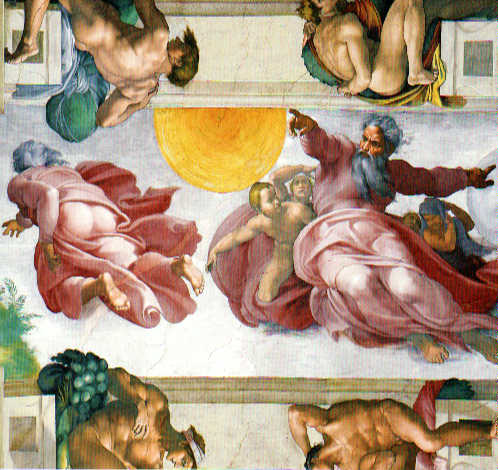
Creació de les estrelles i els planetes
Capella Sixtina

El fixisme és una teoria segons la qual tot allò que existeix, incloent-hi els éssers vius, no ha variat amb el pas del temps i s'observa, el dia d'avui, en la mateixa forma que ha presentat en el passat i que continuarà mostrant en el futur. Així, el fixisme descriu la natura com una realitat definitiva i acabada en la qual els éssers vius constitueixen formes inalterables. El fixisme s'oposa a l'evolucionisme.

## Fixisme i creacionisme
El fixisme va íntimament lligat al creacionisme, una teoria paral·lela segons la qual l'univers va ser creat per Déu, tal com és en l'actualitat.
Els defensors del creacionisme de La Terra Jove daten la creació de l'univers en una època relativament pròxima, tot just fa uns quants milers d'anys. L'arquebisbe anglicà James Ussher va calcular l'edat de la Terra, utilitzant el llibre del Gènesi com a principal font d'informació. Segons Ussher, la Terra va ser creada l'any 4004 aC, el 25 d'octubre a les nou del matí.

## Fixisme i biologia moderna
A la Grècia clàssica del segle i alguns pensadors presocràtics, com Anaximandre de Milet (segle vi aC), havien intuït la idea d'evolució dels éssers vius. Tot i així, en el pensament occidental les teories fixistes varen gaudir de molt bona reputació fins ben entrat el segle xix.
Carl von Linné (1707-1778), el reconegut botànic suec que va asseure les bases de la taxonomia moderna, va ser un dels primers a desenvolupar formalment el fixisme, mantenint que les espècies havien estat creades de manera separada i independent i negant la possibilitat d'un origen comú dels éssers vius. Cal dir, però, que a mesura que Linné va avançar en el seu treball va reconsiderar les seves idees fixistes, àdhuc arribà a suprimir certs textos en les darreres edicions de la seva obra.
El zoòleg i naturalista Georges Cuvier (1769-1832), impulsor de l'anatomia comparada i de la paleontologia, va ser un altre dels científics il·lustres que es van posicionar a favor del fixisme. Cuvier va ser el pare de la teoria fixista coneguda com a catastrofisme, formulada per explicar la diversitat dels organismes i de les troballes fòssils que contradeien el fixisme.
Segons Cuvier la Terra havia estat poblada per col·leccions independents d'organismes vius, producte de diversos actes creadors els quals alternaven amb períodes de grans catàstrofes, com el diluvi universal de la Bíblia, durant els quals la major part de les espècies existents desapareixien.

## El fixisme en l'actualitat
En la primera meitat del s. XIX es van produir les polèmiques més airades entre fixistes i evolucionistes, fins que el fixisme va ser desbancat per l'aparició del darwinisme.
El fixisme és una teoria sense fonament científic que no suporta una anàlisi rigorosa. Actualment hi ha moltes proves de l'evolució a documentar... que desmunten qualsevol teorització de caràcter fixista. una art d'aquestes proves es generen a partir de la investigació en camps com l'estratigrafia o la paleontologia.
En aquest sentit resulten igualment determinants els estudis sobre l'edat de la Lluna, impulsats en un primer moment pels geòlegs James Hutton i Lyell. Aquests estudis porten a estimacions molt allunyades de les proposades per l'arquebisbe Usher (4.600 m.a. segons les tècniques modernes de datació).